# Brinckochrysa manselli
Brinckochrysa manselli är en insektsart som beskrevs av Hölzel och Duelli 2003. Brinckochrysa manselli ingår i släktet Brinckochrysa och familjen guldögonsländor. Inga underarter finns listade i Catalogue of Life.